# Vádí al-Chasin
Vádí al-Chasin (hebrejsky: ודי חסין) je vádí v Dolní Galileji, v severním Izraeli.
Začíná v nadmořské výšce téměř 400 metrů, v úžlabině mezi horami Har Avtalijon a Har Netofa v pohoří Harej Jatvat, jihozápadně od vesnice Hararit. Směřuje pak postupně se zahlubujícím a částečně zalesněným údolím k severozápadu. Okolí vádí je zemědělsky využíváno (olivové háje). Prochází pak městem Araba a vstupuje do rovinatého údolí Bik'at Sachnin. Zde ústí zleva do vádí Nachal Chilazon.